# Orkestret
Orkestret és una sèrie de televisió danesa de comèdia dramàtica escrita i dirigida per Mikkel Munch-Fals i Adam Price. La primera temporada consta de 10 episodis i es va estrenar al canal DR1 i al servei de streaming DRTV el primer de juliol de 2022.

## Argument
La sèrie narra en to tragicòmic la relació que s'estableix entre el Jeppe, que acaba d'assumir el càrrec de director adjunt de l'Orquestra Simfònica de Copenhaguen, i el Bo, segon clarinetista des de fa onze anys, i que tenen, per motius diferents però interdependents, un interès comú: la destitució del Simon, el primer clarinet, però també delegat de personal de l'orquestra.

## Música
La música està composta per Nicklas Schmidt i els fragments dels concert són interpretats per Johnny Tessier, primer clarinet, i per l'Orquestra Simfònica Nacional Danesa dirigida per Jiří Rožeň i gravada a l'auditori de la Sala Simfònica de Copenhaguen, on es desenvolupa la sèrie.

## Repartiment
- Frederik Cilius com a Bo, segon clarinet de l'Orquestra.
- Rasmus Bruun com a Jeppe, director adjunt de l'Orquestra i marit de la Regitze.
- Neel Rønholt com a Regitze, jurista de l'Orquestra i dona del Jeppe.
- Emma Sehested Høeg com a Elin, alumna de clarinet del Bo.
- Lise Baastrup com a Gertrud
- Ina-Miriam Rosenbaum com a Vibeke, mare del Bo.
- Caspar Phillipson com a Simon, primer clarinet i delegat de personal de l'Orquestra.
- Esther Wanda Flagstad com a Alma, filla del Jeppe i la Regitze.
- May Simón Lifschitz com a Anastacia, violoncelista ucraïnesa.
- Johannes Wanselow com a Marcellino, director d'orquestra.
- David Bateson com a Mablewood, director d'orquestra.

## Curiositat
Els dos protagonistes de la sèrie, Frederik Cilius (Bo) i Rasmus Bruun (Jeppe), ja van treballar plegats al programa satíric de ràdio "Den Korte Radioavis". A més Frederik Cilius també és clarinetista de formació.